# Hugo Aguirre Armelin
Hugo Aguirre Armelin (24 de dezembro de 1939) é um bioquímico, pesquisador e professor universitário brasileiro.
Comendador da Ordem Nacional do Mérito Científico, membro titular da Academia Brasileira de Ciências, Hugo é professor titular e livre-docente da Universidade de São Paulo (USP) e chefe do Laboratório Especial de Ciclo Celular do Instituto Butantan.

## Biografia
De ascendência eslovena, espanhola e italiana, Hugo ingressou no curso de ciências biológicas da Universidade de São Paulo em 1962, formando-se em 1965. No ano seguinte ingressou no doutorado na mesma área, também pela USP, defendendo a tese Síntese e processamento de RNA em eucariotos em 1969. Entre 1971 e 1974 realizou estágio de pós-doutorado pela Universidade da Califórnia em San Diego com bolsa da Fundação Sloan.
Foi chefe do Departamento de Bioquímica entre 1989 e 1990, diretor do Instituto de Química da USP (1990-1994) e Pró-Reitor de Pesquisa da USP (1994-1997). Foi presidente da Sociedade Brasileira de Bioquímica e Biologia Molecular (1989).
Livre-docente em 1974 pela USP, é professor titular do Instituto de Química da USP. É pesquisador do Instituto Butantan, onde coordena o CEPID CeTICS (Centro de Toxinas, Resposta-Imune e Sinalização Celular).